# Smørøskjo
Smørøskjo est une île norvégienne du comté de Hordaland appartenant administrativement à Hauglandshella.

## Description
Rocheuse et désertique, elle s'étend sur environ 473 m de longueur pour une largeur approximative de 220 m. Elle comporte quelques habitations au nord et au centre.